# Wallyscar Iris
Der Wallyscar Iris ist ein Sport Utility Vehicle des tunesischen Automobilherstellers Wallyscar.

## Geschichte
Vorgestellt wurde das viersitzige Fahrzeug im März 2017. Da Tunesien hohe Importsteuern erhebt, wird das Fahrzeug vergleichsweise günstig (ab umgerechnet etwa 14.500 Euro) angeboten. Exportiert wird der Iris nicht.

## Technik
Die Karosserie des zweitürigen Fahrzeugs besteht aus GFK. Angetrieben wird das 3,90 Meter lange SUV von einem 1,2-Liter-Ottomotor mit drei Zylindern von PSA. Die maximale Leistung beträgt 60 kW (82 PS). Auf 100 km/h beschleunigt der Iris in 13,2 Sekunden, die Höchstgeschwindigkeit wird mit 158 km/h angegeben. Die technische Basis liefert der Citroën C3.
|                                            | 1.2                   |
| ------------------------------------------ | --------------------- |
| Bauzeitraum                                | seit 2017             |
| Motorkenndaten                             |                       |
| Motorart                                   | Ottomotor             |
| Motorbauart                                | R3                    |
| Hubraum                                    | 1199 cm³              |
| max. Leistung                              | 60 kW (82 PS)         |
| max. Drehmoment                            | 118 Nm / 2750         |
| Kraftübertragung                           |                       |
| Antrieb                                    | Vorderradantrieb      |
| Getriebe                                   | 5-Gang-Schaltgetriebe |
| Messwerte                                  |                       |
| Höchstgeschwindigkeit                      | 158 km/h              |
| Beschleunigung, 0–100 km/h                 | 13,2 s                |
| Kraftstoffverbrauch auf 100 km, kombiniert | 6,5 l Super           |
| CO2-Emissionen (kombiniert)                | 120 g/km              |
| Abgasnorm                                  | Euro 6                |